# Centervagt
|  | Denne artikel er oprettet af botten Steenthbot ud fra en ekstern database. Den kan derfor have sproglige fejl eller mangler. Denne skabelon kan fjernes efter kontrol af indholdet. |

Centervagt er en dansk komedie fra 2021, der er instrueret af Rasmus Heide.
Filmen fik flere dårlige anmeldelser – eksempelvis blot én stjerne i Soundvenue – og blev med 24.150 solgte billetter i biografen ikke en stor succes.

## Handling
Da chefen for et skrantende shoppingcenter vil skære ned på vagtpersonalet, må de to sikkerhedsvagter Glen og MC ty til utraditionelle metoder for at beholde deres jobs. Glen er hemmeligt forelsket i MC og foreslår, at de stjæler i deres eget center for at bevise, at centervagter ikke er noget, man sparer på. Det går forrygende. Glen og MC har aldrig haft det sjovere, for det er let at være heltemodig vagt, når tyven er din kollega i forklædning. Men da centerchefen ansætter den selvsikre hjerteknuser og supervagt Patrick, går der grus i maskineriet, og Glen må bruge alle kneb i kampen for karrieren og kærligheden.
Filmen er optaget i Rødovre Centrum. 

## Medvirkende
- Rune Klan
- Josephine Park
- Christopher Læssø
- Stephania Potalivo
- Kirsten Lehfeldt
- Nikolaj Stokholm
- Martin Brygmann
- Charter McCloskey